# Science-Fiction-Jahr 1979
Übersicht

◄◄ | ◄ | 1975 | 1976 | 1977 | 1978 | Science-Fiction-Jahr 1979 | 1980 | 1981 | 1982 | 1983 | ► | ►►

Weitere Ereignisse